# Риф Сэнди-Ки
Риф Сэнди-Ки (англ. Sandy Cay Reef, севернокит. иер. 铁线中礁, транскр. Tiěxiànzhong Jiao, севернокит. иер. 铁线礁, транскр. Tiěxiàn Jiāo, филипп. Pag-asa Cay 2, вьет. Đá Hoài Ân) – небольшой коралловый риф в северной части рифов Титу островов Спратли, Южно-Китайское море. Он состоит из нескольких мелководных рифовых платформ с динамичными песчаными отмелями и на него претендуют Китай, Филиппины, Тайвань и Вьетнам. Риф Сэнди-Ки находится примерно в 1,5 морских милях к северо-западу от острова Титу и в 9,3 морских милях к северо-востоку от рифа Суби в пределах западного атолла рифов Титу.
В 2017 году Филиппины планировали построить убежище для рыбаков в морской зоне. Этот план был остановлен после того, как Китай выступил против этого плана в августе. Министр иностранных дел Филиппин Алан Питер Каэтано сообщил президенту Родриго Дутерте, что, по его мнению, такие действия будут нарушением Декларации 2002 года о поведении сторон в Южно-Китайском море. Дутерте заявил, что получил заверения от Китая, что он не будет занимать риф. С тех пор зона оставалась незанятой ни одной страной-претендентом, но китайские морские суда слонялись вокруг нее.
В середине апреля 2025 года Береговая охрана КНР высадилась на рифе, чтобы «осуществить суверенную юрисдикцию», подняв китайский флаг на песчаной отмели, что было расценено как захват морского объекта. Однако это было оспорено филиппинскими ВМС и Береговой охраной, которые заявили, что они отправились туда впоследствии, но ничего там не нашли, а сам риф не находится под контролем Китая.